# Оряховец
Оряховец (болг. Оряховец) — село в Болгарии. Находится в Смолянской области, входит в общину Баните. Население составляет 650 человек.

## Политическая ситуация
В местном кметстве Оряховец, в состав которого входит Оряховец, должность кмета (старосты) исполняет Невен Дафинов Белчев (независимый) по результатам выборов правления кметства.
Кмет (мэр) общины Баните — Райчо Стоянов Данаилов (инициативный комитет) по результатам выборов в правление общины.